# 尹賞 (蜀漢)
尹 賞（いん しょう、生没年不明）は、中国三国時代の政治家。魏・蜀漢に仕えた。

## 生涯
初めは魏に仕え、天水郡の主簿を務めていた。建興6年（228年）、天水太守・馬遵の巡察に、姜維・梁緒・梁虔らと共に同行していたがちょうどその時に、蜀漢の諸葛亮の第一次北伐を受ける。馬遵は既に蜀軍が迫り、諸県がそれに呼応していると聞くと、同行している尹賞らが全員異心を持っていると疑い、夜間に逃亡して上邽に籠城した。尹賞らは馬遵の逃亡に気づくとその後を追ったが、既に城門は閉ざされ、入城は拒絶された。政庁のある冀県に戻ってもまた入城を拒否されたため、尹賞らは揃って蜀漢に降伏した。
後に尹賞の官位は執金吾にまで昇り、蜀漢の滅亡を前に没した。

## 三国志演義
羅貫中の小説『三国志演義』でも、馬遵配下の主簿として登場。姜維の計略に従って天水城を守り、初めは趙雲、次いで諸葛亮の本隊の撃退にも一度は成功する。
しかし諸葛亮の離間計により、夏侯楙と馬遵から裏切り者扱いを受けた姜維は、やむなく蜀漢に降伏。姜維から天水城に射込まれた密書を目にした夏侯楙と馬遵は、またその計略にかかり、梁緒と尹賞の粛清を図る。しかし尹賞らの方でもそれを察知し、先手を打って蜀漢に城を明け渡し、夏侯楙・馬遵を敗走させた。蜀漢降伏の後は冀城県令の職に就いた。